# Jarebrekka
Die Jarebrekka (norwegisch für Webkantenhang) ist ein 27 km langer Gletscherhang im ostantarktischen Königin-Maud-Land. Er liegt im Zentrum der Sør Rondane.
Wissenschaftler des Norwegischen Polarinstituts benannten ihn 1973.